# جان جی. بلین
جان جی. بلین (به انگلیسی: John J. Blaine) سناتور سابق عضو حزب جمهوری‌خواه ایالات متحده آمریکا بود. وی در سال ۱۹۲۷ تا ۱۹۳۳ میلادی سناتور ایالت ویسکانسین در سنای ایالات متحده آمریکا بود.